# Triplostegia glandulifera
Triplostegia glandulifera là một loài thực vật có hoa trong họ Kim ngân. Loài này được Wall. ex DC. miêu tả khoa học đầu tiên năm 1830.